# Monterey (Virgínia)
Monterey és una població dels Estats Units a l'estat de Virgínia. Segons el cens del 2000 tenia 158 habitants.

## Demografia
Segons el cens del 2000, Monterey tenia 158 habitants, 90 habitatges, i 44 famílies. La densitat de població era de 196,8 habitants per km².
Dels 90 habitatges en un 16,7% hi vivien nens de menys de 18 anys, en un 35,6% hi vivien parelles casades, en un 10% dones solteres, i en un 51,1% no eren unitats familiars. En el 48,9% dels habitatges hi vivien persones soles el 22,2% de les quals corresponia a persones de 65 anys o més que vivien soles. El nombre mitjà de persones vivint en cada habitatge era d'1,76 i el nombre mitjà de persones que vivien en cada família era de 2,48.
Per edats la població es repartia de la següent manera: un 14,6% tenia menys de 18 anys, un 1,3% entre 18 i 24, un 17,1% entre 25 i 44, un 36,1% de 45 a 60 i un 31% 65 anys o més.
L'edat mediana era de 53 anys. Per cada 100 dones de 18 o més anys hi havia 64,6 homes.
La renda mediana per habitatge era de 36.786 $ i la renda mediana per família de 45.625 $. Els homes tenien una renda mediana de 36.250 $ mentre que les dones 16.625 $. La renda per capita de la població era de 26.379 $. Cap de les famílies i el 3,5% de la població estaven per davall del llindar de pobresa.

## Poblacions més properes
El següent diagrama mostra les poblacions més properes.